# Eupithecia krampli
Eupithecia krampli là một loài bướm đêm trong họ Geometridae.